# Granzin (Hagenow)
Granzin ist ein Ortsteil der Stadt Hagenow im Landkreis Ludwigslust-Parchim im Westen Mecklenburg-Vorpommerns.

## Geografie und Verkehrsanbindung
Granzin liegt nordwestlich der Kernstadt Hagenow. Die B 321 verläuft südlich, östlich verläuft die Landesstraße L 04 und erstreckt sich das Landschaftsschutzgebiet Bekow.

## Sehenswürdigkeiten

### Baudenkmale
In der Liste der Baudenkmale in Hagenow ist für Granzin das Gefallenendenkmal 1914/1918 als einziges Baudenkmal aufgeführt.